# Décret présidentiel 14253
Lire en ligne

Décret présidentiel 14253
 (en)Executive Order 14253 Texte sur Wikisource

Le décret présidentiel 14253, intitulé Restaurer la vérité et la raison dans l'histoire américaine (en anglais Restoring Truth and Sanity to American History), est un executive order signé par le président des États-Unis, Donald Trump, le 31 mars 2025,.
Il vise à définir la manière dont l' institution de recherche scientifique Smithsonian Institution et ses propriétés reflètent les valeurs américaines, appelle à lui redonner « la place qui lui revient en tant que symbole d'inspiration et de grandeur américaine » et à « éliminer toute idéologie inappropriée de ces propriétés ».
Le décret ordonne également au Département de l'Intérieur de déterminer si, depuis le 1er janvier 2020, des monuments, mémoriaux, statues et plaques commémoratives relevant de la compétence du ministère contiennent des descriptions, des représentations ou tout autre contenu qui « dénigrent de manière inappropriée les Américains du passé ou d'aujourd'hui (y compris les personnes ayant vécu à l'époque coloniale) ». En outre, il ordonne au Département de rétablir tous les monuments, mémoriaux, statues et plaques commémoratives préexistants qui ont été retirés ou modifiés afin de « perpétuer une fausse reconstruction de l'histoire américaine, minimiser de manière inappropriée la valeur de certains événements ou personnages historiques, ou inclure toute autre idéologie partisane inappropriée »,,
.